# Madrygał

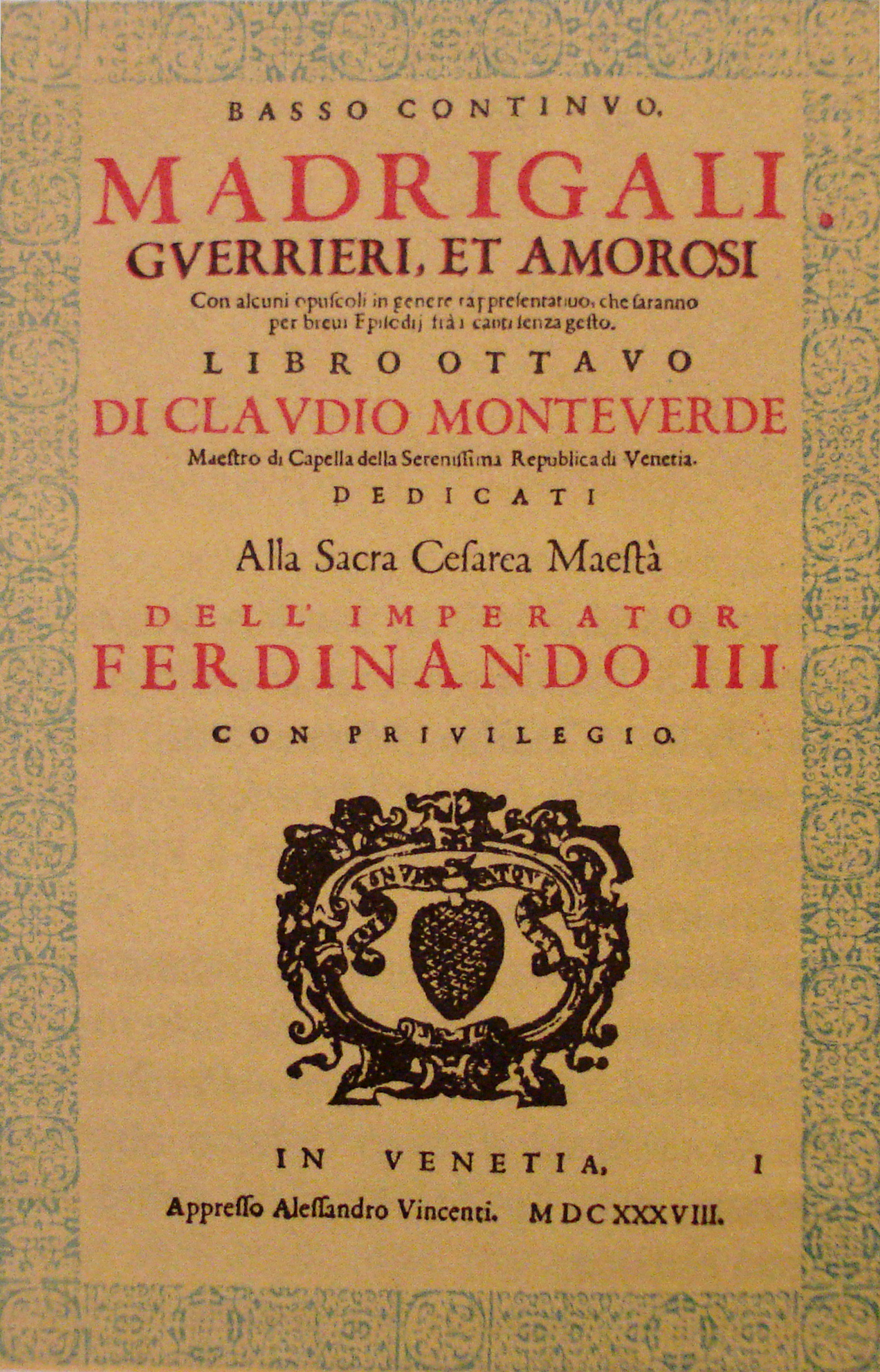
Strona tytułowa Madrigali guerrieri et amorosi Claudio Monteverdiego

Madrygał (wokalna forma muzyczna) – wokalny utwór wielogłosowy, oparty na tekstach poruszających zwykle treści o tematyce świeckiej, miłosnej, przedstawiającej sielankowy tryb życia.
Także gatunek poetycki.
Popularny w średniowieczu, ale jego rozkwit nastąpił w XVI w. Madrygał renesansowy ze średniowiecznym łączyło już tylko kilka nielicznych aspektów tekstowych oraz dominacja liryki miłosnej.

## Madrygał jako forma muzyczna
Średniowieczny madrygał był dwu-lub trzygłosowy. W madrygale renesansowym nastąpiło powiększenie liczby głosów (w pierwszej połowie XVI w. przeważał układ czterogłosowy, w 2. połowie XVI w. były najczęściej kompozycjami pięciogłosowymi). Na przełomie XVI i XVII w. powstawały również madrygały wokalno-instrumentalne (na 1-3 głosy solowe i basso continuo lub na zespoły wokalno-instrumentalne o przeróżnych składach). Takie madrygały pisał np. Claudio Monteverdi (Madrigali guerieri et amorosi).
Madrygał rozwinął się z włoskiej piosenki ludowej – frottoli oraz form do niej zbliżonych – villanelli, villoty (napolitana), canzony i strambotto. Posiadał budowę symetryczną, strukturę homofoniczną lub polifoniczną, a także mieszaną, gdy odcinki homofoniczne były przeplatane polifonicznymi, formę przekomponowaną oraz fragmenty zawierające dźwięki chromatycznie zmienione (było to nawiązanie do skal modalnych, czyli kościelnych, typowych dla średniowiecza).
Muzyka były ściśle powiązana z tekstem; jej zadaniem było zilustrowanie każdego szczegółu. Madrygały były nasycone dużą ilością emocji występujących w tekście, które znalajdowały odzwierciedlenie w muzyce. Często pojawiało się nawiązanie do przyrody, piękna natury.
Madrygał renesansowy rozwijał się przez blisko sto lat i – podobnie jak inne formy – podlegał rozmaitym przemianom stylistycznym. Biorąc pod uwagę najważniejsze z nich, można wyróżnić trzy główne fazy rozwojowe tego gatunku:
1. wczesna (do połowy XVI wieku), którą reprezentują m.in. Philippe Verdelot, Costanzo Festa, Jacob Arcadelt;
2. środkowa („klasyczna”, do około 1580 roku), w której głównymi przedstawicielami są: Adrian Willaert, Cipriano de Rore, Orlando di Lasso, Andrea Gabrieli i Giovanni Pierluigi da Palestrina; twórcy stosują coraz więcej współbrzmień dysonansowych i chromatykę;
3. późna, sięgająca początków XVII wieku, z przedstawicielami: Luca Marenzio, Gesualdo da Venosa i Claudio Monteverdi.

Najchętniej wykorzystywane do komponowania madrygałów formy poetyckie, to sonet, canzona, hymn, oda, oktawa.
Żywot madrygału (...) trwa od XIV do pierwszej połowy XVII stulecia, w rzeczywistości wszakże madrygał – jako model formy, której istotę stanowi dialog głosów – żyje często pod innymi nazwami aż do naszych czasów, awangardy drugiej połowy XX wieku (np. utwory chóralne Luigiego Nono).

## Madrygał jako gatunek poetycki
Madrygał to także gatunek poezji lirycznej ukształtowany we Włoszech w XIV w., później krótka pieśń miłosna.
Europejski madrygał, jako forma poetycka, rozwijał się wraz z formą muzyczną o tej samej nazwie. Miał określoną budowę stroficzną.
- XIV–XV w. Włochy (Petrarka) – składały się z dwóch tercyn (o rymach aabbcc lub abcabc) i jednego lub dwóch dystychów. Muzyka tercyn była identyczna, dystychów różna.
- XVI w. – utwór 13 wersowy o budowie dychotomicznej (11+2). Przestała w nim dominować tematyka miłosna, pojawiły się np. madrygały wojenne. Z pieśni ludowej zmienia się w dworską i traci ścisły związek z muzyką.
- XVII w. (G. Marino) – gatunek wyrafinowanej poezji miłosnej.

Głównym ośrodkiem twórczości madrygałowej były Włochy. Poza Włochami madrygały tworzyli również Francuzi, Hiszpanie, Niemcy, Anglicy, Niderlandczycy, Polacy. W Anglii, Niemczech i Hiszpanii pojawił się u schyłku XVI wieku, z dużo mniejszym nasileniem.
Przedstawiciele:
- W Anglii: Thomas Watson, Thomas Morley, Thomas Tomkins, Giles Farnaby;
- W Hiszpanii: Francisco Guerrero;
- W Niemczech: Jakob Hassler.

Szczególnym uznaniem w okresie renesansu cieszyły się madrygały takich twórców, jak Pietro Bembo, Michaelangelo Buonarroti (bratanek Michała Anioła), Antonio Molino, Giovanni della Casa i Torquato Tasso.
Madrygały pisano również w Polsce.
- XVI w. – środowisko dworskie; madrygały przyjmowane z Europy lub tworzone w kraju na styl włoski. Twórcy: Jan z Lublina, Jan Kochanowski (ślady poetyki madrygału w pieśniach).
- W baroku – madrygały w stylu Marina; twórcy: M. Grodziński (o treści erotycznej), J.A. Morsztyn.

Tylko niektóre madrygały staropolskie spełniały ściśle rygory wersyfikacyjne.
- Madrygały wojenne – S. Grochowiak.
- Łacińskie madrygały religijne – M.K. Sarbiewski.